# هوش مصنوعی نمادین
هوش مصنوعی نمادین (به انگلیسی: Symbolic artificial intelligence) اصطلاحی است که به مجموعه‌ای از تمام روش‌ها در تحقیقات هوش مصنوعی گفته می‌شود که بر اساس نمایش‌های نمادین سطح بالا (قابل خواندن برای انسان) و همچنین منطق و جستجو استوار است. هوش مصنوعی نمادین، الگوی غالب تحقیقات هوش مصنوعی در دهه ۱۹۵۰ تا اواخر ۱۹۸۰ بود.
جان هاگلند در ۱۹۸۵ در کتاب خود با عنوان هوش مصنوعی: خود ایده، که بررسی مفاهیم فلسفی تحقیقات هوش مصنوعی پرداخته‌است، هوش مصنوعی نمادین را GOFAI (مخفف انگلیسی هوش مصنوعی خوب قدیمی) نام گذاری کرده‌است. در رباتیک نیز اصطلاح مشابه GOFR (رباتیک خوب قدیمی) را به کار برده‌است.
این رویکرد بر این فرض استوار است که بسیاری از جنبه‌های هوش را می‌توان با دستکاری نمادها به دست آورد، فرضیه‌ای که با عنوان «سیستم نماد فیزیکی» در دهه ۱۹۶۰ توسط آلن نیوول و هربرت الکساندر سایمون تعریف شده‌است.
یکی از شکل‌های محبوب هوش مصنوعی نمادین، سیستم‌های خبره است که از یک شبکه برای سیستم تولید قوانین استفاده می‌کند. قوانین تولید و نمادها در یک رابطه‌ای شبیه گزاره اگر-آنگاه به هم متصل می‌شوند. سیستم خبره برای استنتاج، قوانین را پردازش می‌کند تا مشخص کند به چه اطلاعات اضافی نیاز دارد، یعنی با نمادهای قابل خواندن برای انسان، چه سوالاتی بپرسد.
مخالفان رویکرد نمادین شامل متخصصین رباتیک، مانند رادنی بروکس می‌شود که قصد دارند ربات‌های خودمختار را بدون استفاده از نمایش نمادین (یا فقط با حداقل نمایش) بسازند و همچنین محققان هوش محاسباتی که از تکنیک‌هایی مانند شبکه‌های عصبی و بهینه‌سازی برای حل مشکلات در یادگیری ماشین و مهندسی کنترل استفاده می‌کنند.
هوش مصنوعی نمادین برای تولید هوش جامع و مانند انسان در ماشین در نظر گرفته شده بود، در حالیکه بیشتر تحقیقات مدرن معطوف به زیرمشکلات خاصی هستند. تحقیقات در مورد هوش جامع اکنون در زیرشاخه هوش جامع مصنوعی مورد مطالعه قرار گرفته‌است.
ماشین‌ها در ابتدا برای فرموله کردن خروجی‌ها بر اساس ورودی‌هایی که با نمادها نشان داده می‌شدند، طراحی شدند. نمادها هنگامی استفاده می‌شوند که ورودی مشخص و قطعی باشد. اما وقتی عدم قطعیت وجود داشته باشد، مانند پیش‌بینی‌ها، نمایش با استفاده از شبکه‌های عصبی مصنوعی انجام می‌شود. اخیراً تلاش‌هایی برای ادغام رویکردهای هوش مصنوعی نمادین و پیوندگرا تحت عنوان محاسبات عصبی-نمادین صورت گرفته‌است. همان‌طور که لسلی والینت و بسیاری دیگر بحث کرده‌اند، ساخت مؤثر مدل‌های شناختی محاسباتی غنی، ترکیبی از مدل‌های یادگیری ماشین و استدلال نمادین را می‌طلبد.

## جستجوی فضای حالت
هوش مصنوعی نمادین می‌تواند به عنوان یک جهان کوچک در نظر گرفته شود، مانند جهان بلوک‌ها. جهان کوچک، دنیای واقعی را در حافظه کامپیوتر نشان می‌دهد. این مورد با لیست‌های حاوی نمادها توصیف می‌شود و عامل هوشمند از اپراتورها برای بردن سیستم به یک حالت جدید استفاده می‌کند. سیستم تولید قوانین، نرم‌افزاری است که برای عامل هوشمند حرکت بعدی را در فضای حالت جستجو می‌کند. نمادهایی که برای نمایش جهان هستند، با ادراک حسی پایه‌گذاری می‌شوند. در مقابل، شبکه‌های عصبی است که سیستم کلی آن با روش‌های ابتکاری کار می‌کند و از دانش خاص-دامنه برای بهبود جستجوی فضای حالت استفاده می‌شود.
هوش مصنوعی نمادین توسط هوبرت درایفوس رد شد، زیرا آن فقط قادر به حل مسئله‌های اسباب‌بازی است و ساخت سیستم‌های پیچیده‌تر یا توسعه ایده برای نرم‌افزارهای مفید ممکن نیست. همین استدلال در گزارش لایت‌هیل بیان شد که زمستان هوش مصنوعی را در دهه ۱۹۷۰ آغاز کرد.